# جایزه بوکر ۲۰۱۷

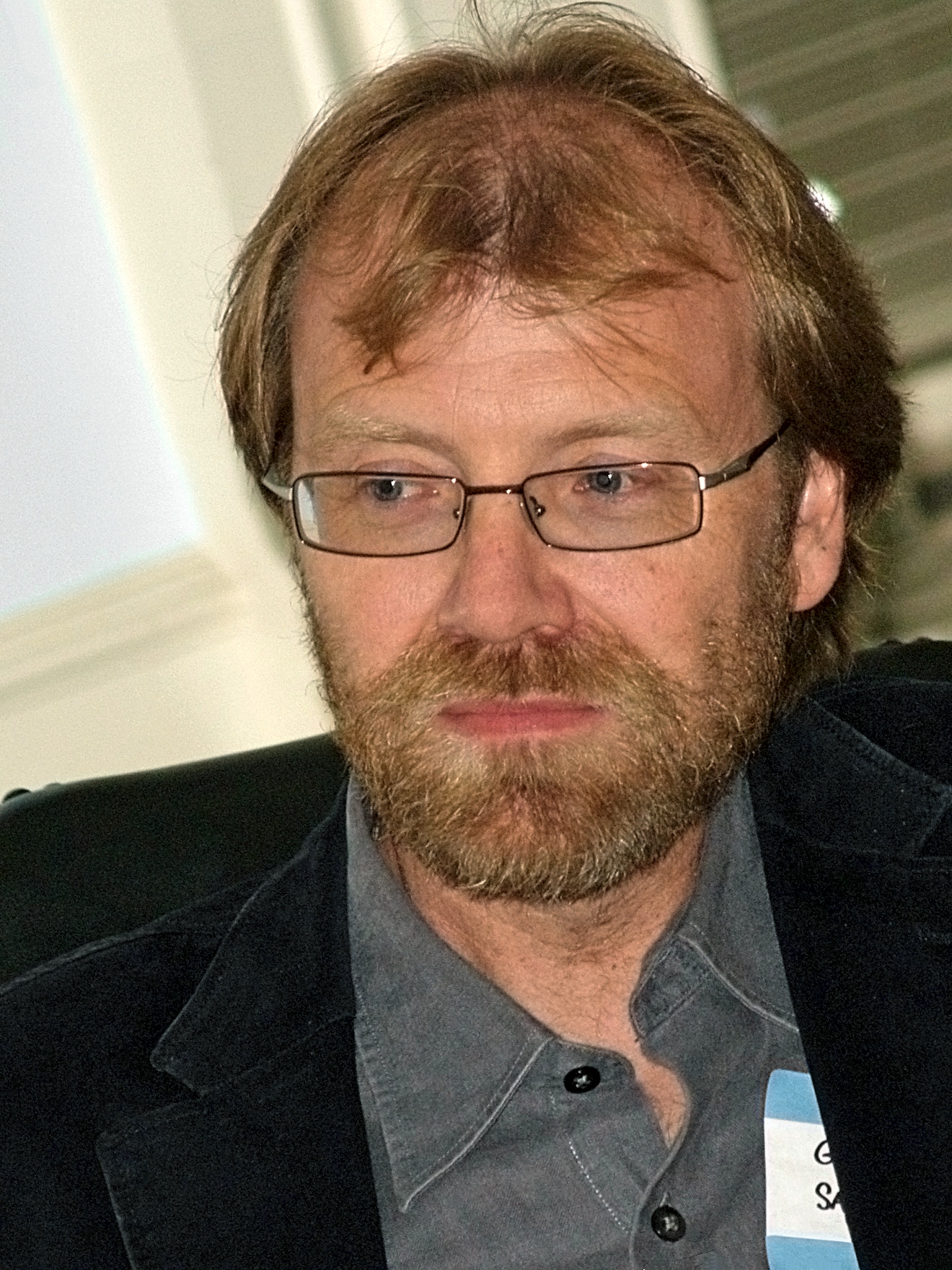
عکس جورج ساندرز

جایزه بوکر داستانی ۲۰۱۷ در مراسمی در ۱۷ اکتبر ۲۰۱۷ اهدا شد. ده کتاب از ۱۳ کتاب من بوکر در ۲۷ ژوئیه اعلام شد، در ۱۳ سپتامبر به فهرست نهایی شش عنوان محدود شد. جورج ساندرز جایزه بوکر سال ۲۰۱۷ را برای رمانش با نام لینکلن در بارو برنده شد و ۵۰ هزار یورو (۶۵ هزار پوند) دریافت کرد و دومین نویسنده آمریکایی متوالی شد که این جایزه را دریافت کرد.

## هیئت داوری
- لولا، بارونس یانگ
- لیلا اعظم زنگنه
- سالن سارا
- کالین توبرون
- تام فیلیپس

## نامزدها (فهرست نهایی)
| نویسنده        | عنوان            | ژانر(ها)       | کشور           | ناشر                   |
| -------------- | ---------------- | -------------- | -------------- | ---------------------- |
| جورج ساندرز    | لینکلن در Bardo  | تاریخی / تجربی | آمریکا         | انتشارات بلومزبری      |
| پل اوستر       | ۴ ۳ ۲ ۱          | رمان           | آمریکا         | فابر و فابر            |
| امیلی فریدلوند | تاریخچه گرگ‌ها    | رمان           | آمریکا         | ویدنفلد و نیکلسون      |
| محسن حمید      | از غرب خارج شوید | رمان           | انگلیس-پاکستان | هامیش همیلتون          |
| فیونا موزلی    | المت             | رمان           | بریتانیا       | JM Originals، جان موری |
| علی اسمیت      | فصل پاییز        | رمان           | بریتانیا       | هامیش همیلتون          |

## نامزدها (فهرست کلی)
| نویسنده        | عنوان               | ژانر(ها)       | کشور           | ناشر                   |
| -------------- | ------------------- | -------------- | -------------- | ---------------------- |
| جورج ساندرز    | لینکلن در Bardo     | تاریخی / تجربی | آمریکا         | انتشارات بلومزبری      |
| پل اوستر       | ۴ ۳ ۲ ۱             | رمان           | آمریکا         | فابر و فابر            |
| امیلی فریدلوند | تاریخچه گرگ‌ها       | رمان           | آمریکا         | ویدنفلد و نیکلسون      |
| محسن حمید      | از غرب خارج شوید    | رمان           | انگلیس-پاکستان | هامیش همیلتون          |
| فیونا موزلی    | المت                | رمان           | بریتانیا       | JM Originals، جان موری |
| علی اسمیت      | فصل پاییز           | رمان           | بریتانیا       | هامیش همیلتون          |
| سباستین باری   | روزهای بی پایان     | رمان           | ایرلند         | فابر و فابر            |
| مایک مک کورماک | استخوان‌های خورشیدی  | رمان           | ایرلند         | کانگونگ                |
| جون مک گرگور   | مخزن ۱۳             | رمان           | آمریکا         | وایکینگ پرس            |
| آرونداتی روی   | وزارت نهایت خوشبختی | رمان           | هند            | هامیش همیلتون          |
| کامیلا شمسی    | آتش‌سوزی در خانه     | رمان           | انگلیس-پاکستان | سیرک بلومزبری          |
| زادی اسمیت     | زمان چرخش           | رمان           | بریتانیا       | هامیش همیلتون          |
| کلسون وایتهد   | راه‌آهن زیرزمینی     | رمان           | آمریکا         | ناوگان                 |